# Swiss Squash
Swiss Squash (offiziell Schweizerischer Squash Verband) ist der nationale Sportverband für Squash in der Schweiz.

## Organisation
Gegründet wurde der Verband 1973 und hat das Ziel als Fachverband die Ausübung des Squashsports in der Schweiz zu fördern. Der Verband organisiert landesweite Ligen wie die Interclub-Meisterschaften und/oder Turniere wie die nationalen Einzelmeisterschaften.
Der Verband ist Mitglied in der European Squash Federation, der World Squash Federation sowie bei Swiss Olympic. Zur Saison 2017/18 waren 41 Clubs Mitglied im Verband, in denen insgesamt 2194 Mitglieder verzeichnet wurden. Ausserdem sind 29 Squashanlagen eigenständiges Verbandsmitglied.
Swiss Squash bietet im Rahmen von Jugend + Sport, einem Sportförderungsprogramm des Bundes, die Ausbildung zum J+S-Leiter an.

## Nationalmannschaften
Die Schweizer Squashnationalmannschaften der Herren, Damen und der Jugend werden zurzeit betreut und trainiert von Pascal Bruhin. Die Mannschaften nehmen unter anderem sowohl an Europa- als auch Weltmeisterschaften teil.